# Michele de Jorio
Michele de Jorio (Procida, 18 de octubre de 1738-Procida, 13 de febrero de 1806) fue un jurista, abogado y magistrado italiano.
Desde 1798, de Jorio también se convirtió en profesor universitario de derecho comercial. En 1799, publicó en Nápoles el texto de las lecciones impartidas durante el primer año del curso, La giurisprudenza del commercio ("La jurisprudencia del comercio"), un extenso manual de cuatro volúmenes.

## Obras

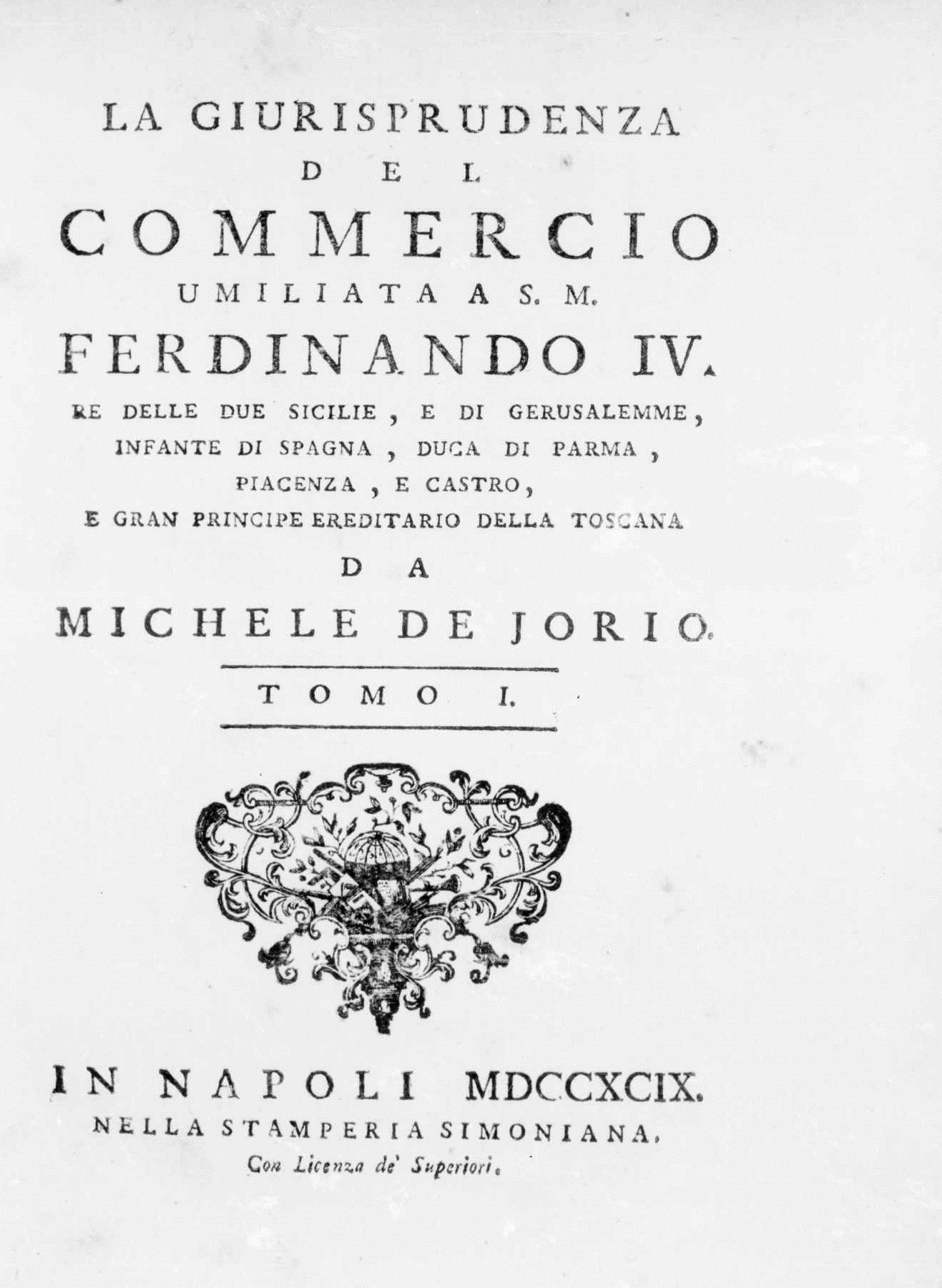
La giurisprudenza del commercio (1799)

- La giurisprudenza del commercio (en italiano) 1. Nápoles: Di Simone. 1799.
- La giurisprudenza del commercio (en italiano) 2. Nápoles: Di Simone. 1799.
- La giurisprudenza del commercio (en italiano) 3. Nápoles: Di Simone. 1799.
- La giurisprudenza del commercio (en italiano) 4. Nápoles: Di Simone. 1799.